# 江藤菜摘
江藤 菜摘（えとう なつみ、1992年〈平成4年〉6月24日 - ）は、日本のタレント、元グラビアアイドル、元レースクイーン。東京都出身。株式会社PKP所属。夫はCreepy NutsのR-指定。姉の夫（義兄）は落語家の桂笹丸。

## 経歴
東京都港区赤坂生まれ。洗足こども短期大学卒業後、幼稚園教諭として幼稚園に勤務していたが、2016年に「第4回ミス・東京夢の島マリーナコンテスト」でグランプリを受賞。翌2017年、「ミス湘南コンテスト」にエントリーし、応募者200名の中から第32代目のグランプリに選出。これを機にワンエイトプロモーションと契約し、幼稚園教諭の仕事を兼ねながらグラビアアイドル・タレントとしての活動を本格化する。
2018年、ミスFLASH2019にエントリーしファイナリストに残るも、事務所の先輩である沙倉しずかにグランプリの座を奪われ落選。翌2019年、「SUBARU BRZ GALS“BREEZE”」としてSUPER GT300クラスのレースクイーンをあやきいく、津田知美、平野杏梨と共に務めた。
BRZ GALSはわずか1年で卒業し、以後はグラビアアイドル、タレントとして活動。
2021年3月末でワンエイトプロモーションを退所しフリーで活動していたが、同年6月21日、株式会社PKPに移籍。同年9月21日、移籍後初のイメージDVD『おしえて!なっちゃん先生』をリリース。
後述の結婚に伴いグラビアアイドルとしての活動は2022年12月に卒業した（実質的に卒業したのは同年11月に行われたラストイメージDVD『イタズラ恋心』のイベントであった）。ただし芸能活動自体はその後も引き続き行っている。

## 人物・エピソード
- 韓国が大好き[18]。
- 趣味・特技は、韓国語、手遊び、トランペット、料理[2]。
- 保育士資格、幼稚園教諭免許、ナチュラルフードコーディネーター、愛玩動物飼養管理士2種の資格を有する[2]。
- 小2の時に両親が離婚。しかしタレント活動していることを知った父が自身のインスタにメッセージを打ったことで父と連絡を取るようになった[5][6]。
- 祖母は都内の一等地で老舗のクラブを経営しており、TBSのバラエティ番組『中居くん決めて!』（2019年6月17日放送分）に出演した際は、「孫をこのまま甘やかしてもいいのか」と苦言を呈していた[19]。江藤はこれ以降も『中居くん決めて!』に“祖母が裕福 ゆとりグラビア生活”と書かれた衣装で度々登場していた[20]。
- 2022年12月12日にCreepy NutsのR-指定と結婚。R-指定が、同月27日（26日深夜）放送のCreepy Nutsのレギュラーラジオ番組『Creepy Nutsのオールナイトニッポン』内で発表し[21]、江藤自身も自身のインスタグラムで結婚を報告した[22]。
- 2023年3月7日に第1子妊娠を公表し[23]、同年12月31日に「2023年は新しい家族が増えた」と第1子出産を報告した[24]。2024年6月のインスタグラムの投稿では、第1子が1歳になったことが明かされている[25]。同年11月20日に「我が家がまた賑やかになりました」と第2子出産を報告した[26]。

## 活動

### レースクイーン
- 2019年 SUBARU BRZ GALS“BREEZE”（SUPER GT）[10]

### イベントコンパニオン
- 2016年 ミス東京夢の島マリーナコンテスト GP
- 2017年 ミス湘南コンテスト GP
- 2018年 週刊SPA!「グラビアン魂」公開オーディション GP
- 2019年 東京モーターショー SUBARUブース[注 2]

## 出演

### テレビ番組
- 中居くん決めて!（2019年6月 - 2020年3月、TBS） - 「決めたガール」の1人として不定期出演

### テレビドラマ
- 連続ドラマW 太陽は動かない -THE ECLIPSE-（2020年5月24日 - 6月28日、WOWOW） - 雑誌のグラビアモデル役
- 津田梅子〜お札になった留学生〜（2022年3月5日、テレビ朝日） - 女学生役[28]

### ネットドラマ
- 今際の国のアリス（2020年12月10日、Netflix） - ボウシヤの女役

### 舞台
- スナック玉ちゃん（2018年3月1日 - 3月5日、キンケロ・シアター） - スナック常連客役
- エグ女（2019年2月26日 - 3月3日、CBGKシブゲキ!!） - 千尋役（主婦）

## 掲載

### 雑誌
- 週刊プレイボーイ 2019年43号（2019年10月12日、集英社）[6]

## 作品

### イメージビデオ
1. となりのなっちゃん（2019年3月20日、ラインコミュニケーションズ）[29]
2. なつみ先生へ（2020年2月21日、イーネット・フロンティア）[30]
3. おしえて!なっちゃん先生（2021年9月20日、ラインコミュニケーションズ）[16]
4. イタズラ恋心（2022年10月26日、スパイスビジュアル）